# Castell de Claverol
El Castell de Claverol és un edifici del poble homònim, al terme de Conca de Dalt (Pallars Jussà), declarat bé cultural d'interès nacional.

## Història
Està documentat des del 973, quan el comte Ramon IV de Pallars Jussà donà al monestir de Sant Pere de les Maleses el poble de Sossís, al terme del castell de Claverol, amb tot el seu terme i els delmes i les primícies.
El 1072, el comte Ramon V de Pallars Jussà va infeudar el castell al seu cosí Artau I de Pallars Sobirà amb la condició que l'encomanés al castlà Pere Ramon. En dues ocasions, una cap al 1079, Artau I el restituí a Ramon V. Finalment, el 20 de juliol del 1094 Ramon V cedí el domini directe del castell a Artau II en una donació que el 9 d'agost prengué la forma de permuta.
Posteriorment, passà a mans des Toralla, varvassors del castell de Toralla, i el 1328, Ferrer Alamany de Toralla, senyor de Claverol, es trobava enfrontat amb l'abat Ramon de Gerri perquè els homes del poble s'havien endut garbelles de blat d'una terra que, segons aquest darrer, era del terme de Sant Martí de Canals i pertanyia al monestir.
El 1742, el doctor en drets Fèlix de Motes, nascut al Pont de Claverol, va adquirir el castell i la senyoria jurisdiccional del terme. El succeí Anton de Motes de González i Ciliezo, i a aquest Domènec de Motes i de Massanes, casat amb Teresa Solans, amb qui tingué Armengol de Motes i Solans, casat amb Margarida de Montellà. Cap del partit carlí, el 1836 s'encarregà del subministrament de pólvora a través de les Valls d'Andorra amb la falsa personalitat de senyor Descalso, negociant de Burgos.
Fou succeït (en els béns però no en la senyoria, que va quedar abolida) pel seu fill Domènec de Motes i de Montellà (†1882), resident a Barcelona. Casat amb Ignàsia Aleu i Portalé (†1913), fou succeït per la seva filla Neus de Motes i Aleu (1882-1975), casada amb Salvador Maluquer i Nicolau (1881-1955), amb qui tingué Joan Maluquer de Motes i Nicolau (1915-1988).

## Descripció
L'únic que en queda és una torre circular de 7 m d'alçada (tot i que degué ser una mica més alta), de carreus de mida mitjana (12 cm d'alt per 25 cm de llarg), units amb morter de calç i disposats en filades regulars. A la part superior, els carreus potser són una mica més grans (20 cm per 40 cm) i escairats. Està adossada a un habitatge tardà. Les parets tenen un gruix de 140 cm, que és exactament la mida del diàmetre interior.
En l'actualitat, manquen totes les pedres del muntant oriental i les dovelles de l'arc de mig punt de la porta principal. Fins fa poc, acollia el dipòsit d'aigua del poble, però actualment està en vies de restauració.